# Arméns kompaniofficersskola
Arméns kompaniofficersskola (AKS) var en kompaniofficerskola inom svenska armén som verkade i olika former åren 1926–1983. Förbandsledningen var förlagd i Uppsala garnison i Uppsala.

## Historia
Genom 1925 års försvarsbeslut beslutades att arméns utbildning av underofficerare skulle centraliseras till en skola, Arméns underofficersskola, vilken bildades den 1 juli 1926 i Stockholm. Innan bildandet av skolan hade underofficersutbildningen inom armén ägt rum truppslagsvis. Inledningsvis var skolan samlokaliserad med Göta livgarde i Stockholm. Genom att Upplands artilleriregemente upplöstes och avvecklades genom 1925 års försvarsbeslut, förflyttades Arméns underofficersskola till Uppsala och övertog kasernetablissementet från Upplands artilleriregemente.
Den 1 juli 1943 avskiljdes Försvarets läroverk från Arméns underofficersskola. År 1950 upphörde intendenturlinjen vid underofficerskursen. År 1952 tillkom utbildning av värnpliktiga stabsbiträden vid armén. År 1955 tillkom utbildning av värnpliktiga tolkar vid armén. År 1960 upphörde kvartermästareutbildningen till förmån för utbildning i stridsteknik och truppföring. År 1960 underställdes Arméns underofficersskola i förvaltningshänseende Upplands signalregemente (S 1), utom vad gällde intendenturtjänsten och sjukvårdstjänsten, dock underställdes intendenturtjänsten Upplands signalregemente 1967. År 1966 överfördes utbildningen av värnpliktiga stabsbiträden och tolkar till nybildade Arméns stabs- och sambandsskola.
Genom tjänsteställningsreformen 1972 antog Arméns underofficersskola det nya namnet Arméns kompaniofficersskola, det efter nytt tjänsteställningssystem införts vid hela försvarsmakten. År 1973 presenterade regeringen sin proposition gällande organisationsfrågor rörande armén. Försvarets fredsorganisationsutredning (FFU) hade utrett olika frågor gällande lokalisering av arméns skolor och förband. Bland annat hade FFU gjort en omfattande utredning gällande ny förläggningsort för Arméns kompaniofficersskola (AKS). Åtta garnisonsorter hade undersökts i syfte för att omlokalisera skolan. Fyra av dessa orter, Karlstad, Linköping, Skövde och Örebro, ansågs ha bättre förutsättningar än de övriga. Örebroalternativet ansågs vara det mest ekonomiska fördelaktiga. Dessutom menade man att en flytt från Uppsala garnison till Örebro garnison skulle kunna göras rätt omgående. Då flera remissinstanser var angelägna om flytta skolan från Uppsala skyndsamt, föreslog både överbefälhavaren och arméchefen att skolan skulle lokaliseras till Örebro. Regeringen ansåg dock att Arméns kompaniofficersskola skulle omlokaliseras till Skövdealternativet, dels på grund av regionalpolitiska anledningar, men även på grund av FFU hade utrett möjligheterna till att samordna Arméns kompaniofficersskola med andra skolor till en större skolenhet i Skövde. Därav föreslog regeringen för riksdagen i sin proposition att skolan skulle förläggas till Skövde. Skolan kom dock aldrig att flyttas från Uppsala, då den avvecklades den 30 september 1983 i samband med reformen Ny befälsordning.

## Verksamhet
Vid skolan organiserades en treårig allmänutbildande utbildning för fast anställd personal tillhörande armén och kustartilleriet. Utbildningen bedrivs på tre olika linjer. Linje 1 omfattande kompletterande utbildning för blivande underofficerare. Linje 2 för avläggande av realexamen. Linje 3 för avläggande av "begränsad" studentexamen. Från 1972 var skolans uppgift var att utbilda plutonsofficerare till kompaniofficerare.

## Förläggningar och övningsplatser
När skolan bildades samlokaliserades den med Göta livgarde vid kasernetablissementet på Linnégatan i Stockholm. Dock var skolans expedition från den 10 juli 1926 förlagd till Engelbrektsgatan 5 och från den 15 september 1926 vid Riddargatan 13. Från den 10 september 1928 förlades hela skolan till Uppsala där de övertog kasernetablissementet från Upplands artilleriregemente på dåvarande Stockholmsvägen (nuvarande Dag Hammarskjölds väg). Kasernetablissementet som ursprungligen var uppfört till artilleriet hade uppförts efter två olika byggnadsprogram och två olika arkitektstilar. Till en början bestod kasernetablissementet av en huvudbyggnad, vilken uppfördes efter 1892 års härordnings byggnadsprogram där kansliet är placerat i mitten och logementen i kasernens flyglar. År 1908 uppfördes två nya kaserner samt ett kanslihus söder om regementets huvudbyggnad. Dessa tre byggnader uppfördes efter 1901 års härordnings byggnadsprogram. Kasernerna uppfördes i tre våningar istället för fyra våningar som typritningarna visar. Att kasernetablissementet uppfördes efter två olika byggnadsprogram med två olika arkitekter, gav ett karaktäristiskt drag över kasernetablissementet. Från 1982 övertogs delar av kasernetablissementet på Polacksbacken, det i samband med att Upplands regemente flyttade till Enköping.

## Heraldik och traditioner
Åren 1930–1932 planterades åtta ekar framför kanslikasernen, det vill säga den äldsta kasernen. Ekarna var från vänster tillägnad Sublatern, kompanichefen, rektorn, chefen, adjutanten, intendenten, läraren och eleven. Ekarna planterades för att minnas det arbete skolan utförde de första åren skolan organiserades. När Arméns underofficersskola bildades, ärvdes vissa traditioner från Upplands artilleriregemente, bland annat en salutskjutning som gjordes för Uppsala universitets doktorspromotion. Kanonsaluten sköts i regel första fredagen i juni klockan 07.00 från Slottsbacken. Vidare ansvarade skolan för artillerikyrkogården på Uppsalas stora begravningsplats, vilken omfattade en hög minnessten, mot vilken  två eldrör lutar, belägen framför ett dryga 50-tal manskapsgravar från första världskriget och åren därefter.
Den 25 augusti 1983 hölls den sista examen vid skolan. Den 30 september 1983 hölls en avslutningsceremonin. Traditioner för Arméns kompaniofficersskola övertogs av Krigsskolan (KS). Bland annat överlämnades porträtt av samtliga chefer samt vissa minnessaker till Krigsskolan i Karlberg. De traditioner som skolan hade ärvt från Upplands artilleriregemente var i början av 1970-talet tänkta att övertas av Bergslagens artilleriregemente. Att så inte skedde redan då berodde på Upplands artilleriregemente kamratförening. Dock kom traditionerna från Upplands artilleriregemente att överta av Bergslagens artilleriregemente från 1984. Arméns underhållsskola övertog en stationsklocka, som några elever ur trängtrupperna skruvat ned och satte upp i sin lektionssal. Klockan, som hade tillhört Vännäs station, hade skruvats ned på grund av missnöje över kommunikationerna i Övre Norrland.

## Förbandschefer
Förbandschefen titulerades skolchef och hade tjänstegraden överste.

- 1926–1932: Gösta Bratt
- 1932–1936: Arvid Moberg
- 1936–1939: Rutger Gyllenram
- 1939–1940: Sven Ryman
- 1940–1941: Carl Hamnström
- 1941–1942: Stellan d'Orchimont
- 1942–1946: Hans Berggren
- 1946–1948: Erik Sellin
- 1948–1950: Carl Axel Grewell
- 1950–1954: Fritz-Ivar Virgin
- 1954–1957: Gunnar Samuelsson
- 1957–1965: Karl Heimer Eklund
- 1965–1968: Lage Wernstedt
- 1968–1972: Per-Hugo Winberg
- 1972–1974: Bengt Selander
- 1974–1977: Hodder Stjernswärd
- 1977–1983: Stig Barke

## Namn, beteckning och förläggningsort
| Arméns underofficersskola   | 1926-07-01 | – | 1972-06-30 |
| Arméns kompaniofficersskola | 1972-07-01 | – | 1983-09-30 |

| AUS | 1926-07-01 | – | 1972-06-30 |
| AKS | 1972-07-01 | – | 1983-09-30 |

| Stockholms garnison (F) | 1926-07-01 | – | 1928-09-09 |
| Uppsala garnison (F)    | 1928-09-10 | – | 1983-09-30 |
| Hågadalen (Ö)           | 1928-09-10 | – | 1983-09-30 |

## Galleri

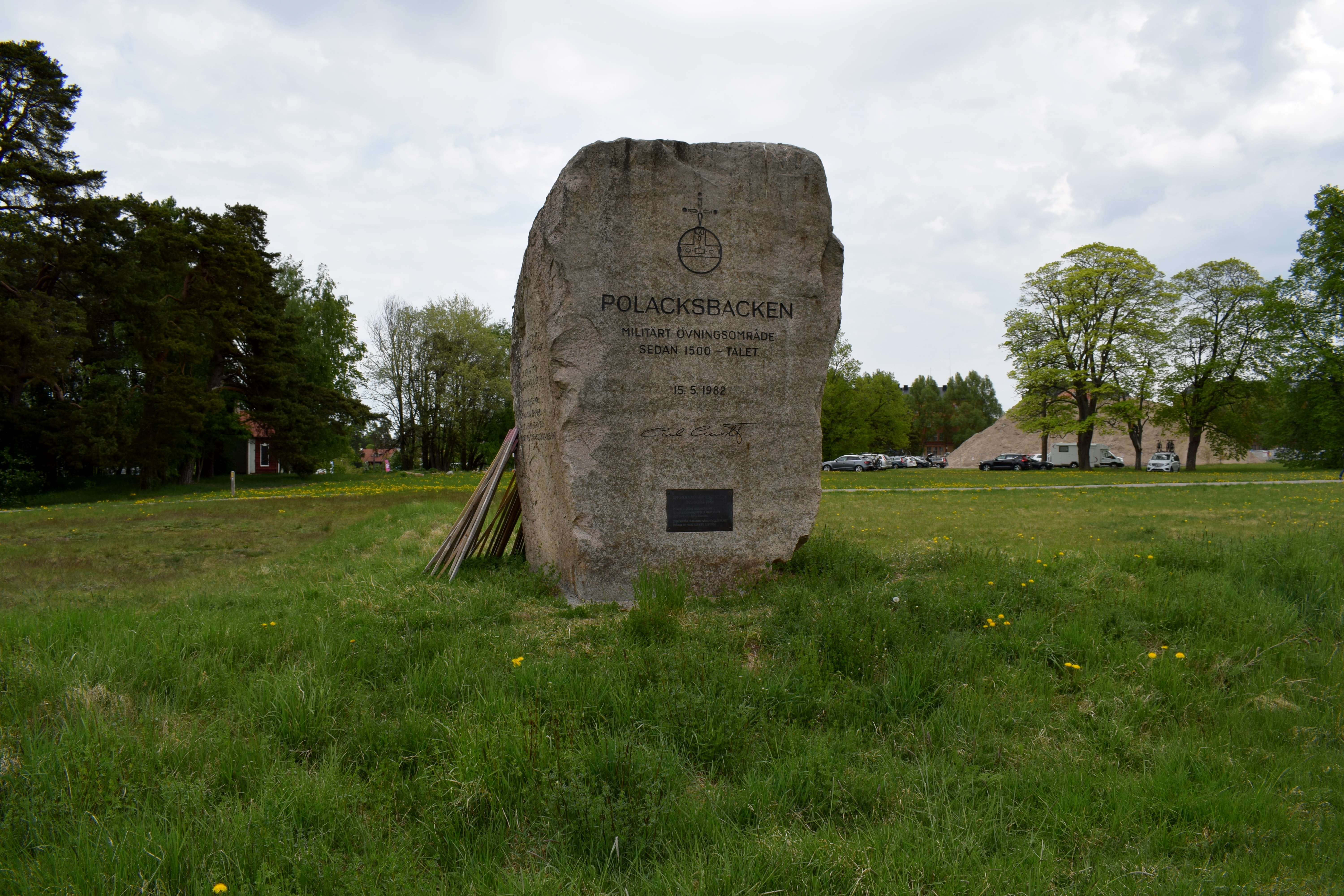
Minnessten vid Polacksbacken över bland annat Arméns underofficersskola och Arméns kompaniofficerskola
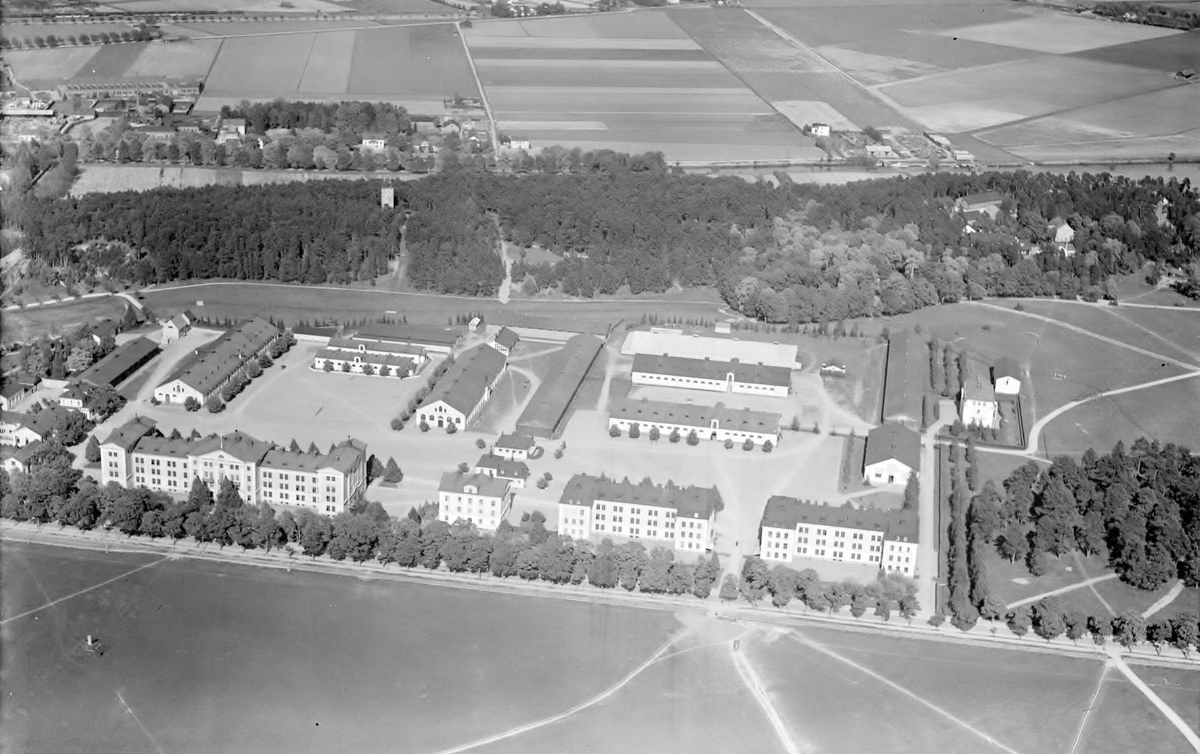
Flygbild över skolans kasernetablissement i Uppsala
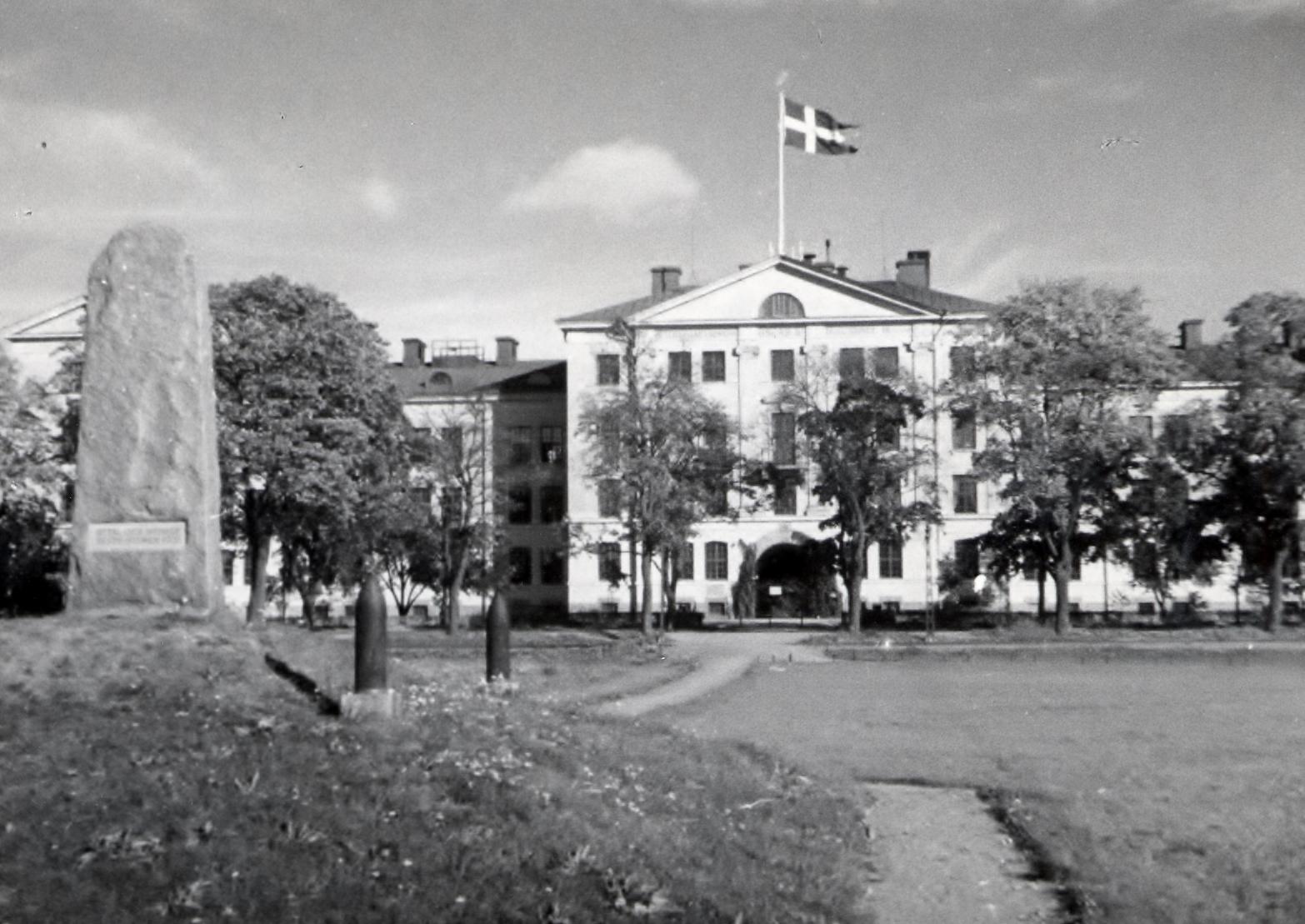
Vy över kanslikasernen vid skolans kasernetablissement i Uppsala
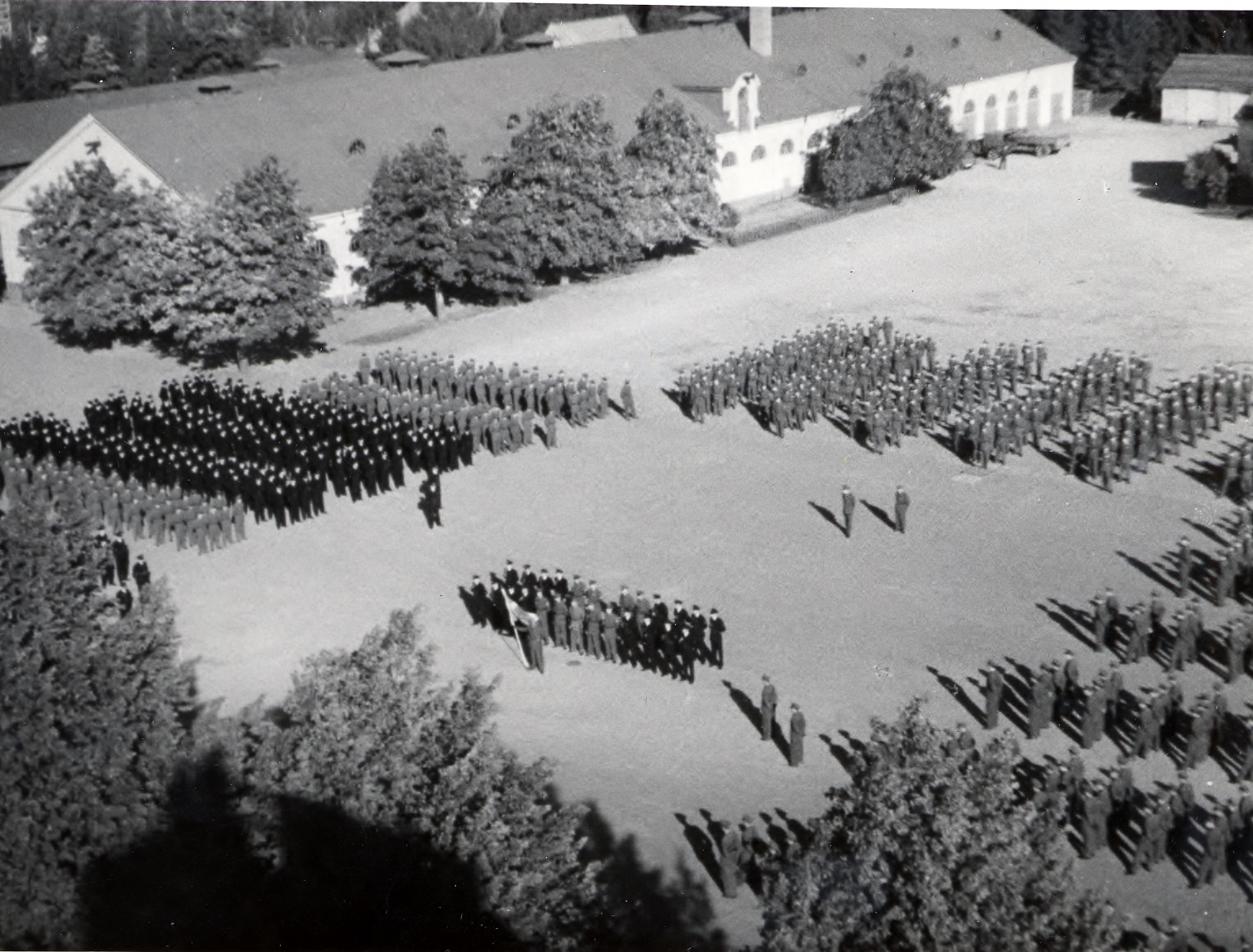
Avlämning till chefen på kaserngården vid Arméns underofficersskola i Uppsala år 1949